# روشلیتس
شهر روشلیتس (به آلمانی: Rochlitz) در ایالت زاکسن در کشور آلمان واقع شده‌است.